# اتحادیه دبهاتا
اتحادیه دبهاتا (به لاتین: Debhata Union) یک منطقهٔ مسکونی در بنگلادش است که در Debhata Upazila واقع شده‌است.